# Pflanzen gegen Zombies: Garden Warfare
Pflanzen gegen Zombies: Garden Warfare (englischer Name: Plants vs. Zombies: Garden Warfare) ist ein Computerspiel der Reihe Pflanzen gegen Zombies von PopCap Games. Das Spiel verbindet die Spielprinzipien der Genres Tower Defense und Third-Person-Shooter. Es wird über das Internet von mehreren Spielern gleichzeitig gespielt. In den USA wurde das Spiel auf Xbox One und Xbox 360 am 25. Februar 2014 und in Europa am 27. Februar 2014 veröffentlicht. Die PlayStation-3- und PlayStation-4-Versionen wurden am 21. August 2014 veröffentlicht.

## Spielprinzip
Garden Warfare setzt zum Spielen eine aktive Onlineverbindung sowie auf den Spielkonsolen eine kostenpflichtige Premium-Mitgliedschaft der Onlineservices Xbox Live bzw. Playstation Plus voraus. Lediglich bei der Playstation 3 ist eine kostenlose Verbindung zum PlayStation Network ausreichend. Im Spiel kämpfen Zombies und Pflanzen gegeneinander. Hierfür stehen mehr als zehn Schlachtfelder zur Auswahl. Das Ziel besteht darin, die gegnerische Mannschaft zu besiegen. In jeder Schlacht können zwei bis 24 Spieler über das Internet gegeneinander kämpfen und sich zuvor entscheiden, ob sie als Pflanze oder Zombie kämpfen wollen. Das Spiel selbst schickt zusätzlich noch weitere Zombies und Pflanzen in die Schlacht.
Dem Spieler stehen verschiedene Charaktere zur Verfügung, die alle ihre speziellen Fähigkeiten, Stärken und Schwächen haben. Durch das Sammeln von Punkten können im Spiel diverse Dinge erworben werden, um Extras freizuschalten.
Das Spiel verfügt über mehrere verschiedene Spielmodi:
- Es hat das Team zuerst gewonnen, das zuerst 50 Mitglieder des Gegners vernichtet hat.
- Sieben Stützpunkte müssen so lange gegen die angreifenden Feinde verteidigt werden, bis die Zeit abgelaufen ist.
- Im Spielmodi Gartenzwergbombe ist es das Ziel je drei Standorte des gegnerischen Teams zu zerstören.
- Der Gartenkommando-Modus wird gespielt, indem man mit bis zu drei Mitspielern gegen immer stärker werdende KI-Zombiewellen antreten und als Pflanzen einen Garten verteidigen müssen. Bosswellen schicken dabei besonders starke Gegner, darunter auch bekannte Serienvertreter wie den Disco-Zombie oder den Gargantua.
- Bei der Suburbination besteht das Ziel, alle Stützpunkte einzunehmen, denn dadurch bekommt man Punkte. Wer zuerst 100 Punkte erreicht hat, gewinnt das Spiel.
- Tacobanditen
- Für Anfänger ist die Türmatte empfohlen, denn je schlechter man spielt, desto mehr Lebenspunkte bekommt man beim nächsten Versuch.

## Rezeption
Das Spiel gewann zehn „E3 Awards“, darunter „Best of E3“ und „Best Shooter“.

## Nachfolger
Am 23. Februar 2016 wurde der Nachfolger Plants vs. Zombies: Garden Warfare 2 für die PlayStation 4, Xbox One und Microsoft Windows veröffentlicht. Neu hinzugekommen ist hierbei unter anderem eine offene Spielwelt, welche das Hauptmenü mit einzelnen Portalen ersetzt, mehr Einzelspielerfunktionen und eine Option für private Spiele.